# Kirgizisztán elnökeinek listája

Kirgizisztán címere

Ez a lista Kirgizisztán államfőit mutatja be.

## Lista

### 1991–2011
| Név               | Hivatali ideje |
| ----------------- | -------------- |
| Aszkar Akajev     | 1991–2005      |
| Kurmanbek Bakijev | 2005–2010      |
| Roza Otunbajeva   | 2010–2011      |

### 2011–
2011-ben Kirgizisztán új alkotmányt kapott.
| Név                    | Hivatali ideje         |
| ---------------------- | ---------------------- |
| Almazbek Atambajev     | 2011–2017              |
| Szooronbaj Dzseenbekov | 2017. november 24. óta |